# Harvard Man
Harvard Man is een Amerikaanse misdaadkomedie-dramafilm uit 2001, geschreven en geregisseerd door James Toback, met Adrian Grenier, Sarah Michelle Gellar, Joey Lauren Adams, Eric Stoltz en Rebecca Gayheart.

## Verhaal
Alan, een gokverslaafde, basketbalspelende Harvard student, sluit een pact met de maffia door toedoen van de charmante cheerleader Cindy. Haar vader, een hooggeplaatste maffioso, wordt ondertussen op de hielen gezeten door de FBI.

## Rolverdeling
- Adrian Grenier - Alan Jensen
- Sarah Michelle Gellar - Cindy Bandolini
- Eric Stoltz - Teddy Carter
- Joey Lauren Adams - Chesney Cort
- Rebecca Gayheart - Kelly Morgan
- Gianni Russo - Andrew Bandolino
- Ray Allen - Marcus Blake
- Michael Aparo - Russell
- Scottie Epstein - Mario
- John Neville - Dr. Reese
- Polly Shannon - Juliet
- Phillip Jarrett - Coach Preston